# Кремер, Ингрид
Ингрид Кремер-Гульбин (нем. Ingrid Krämer-Gulbin, в первом замужестве Энгель-Кремер, нем. Engel-Krämer; род. 29 июля 1943, Дрезден) — немецкая прыгунья в воду, трёхкратная олимпийская чемпионка, двукратная чемпионка Европы 1962 года.

## Биография

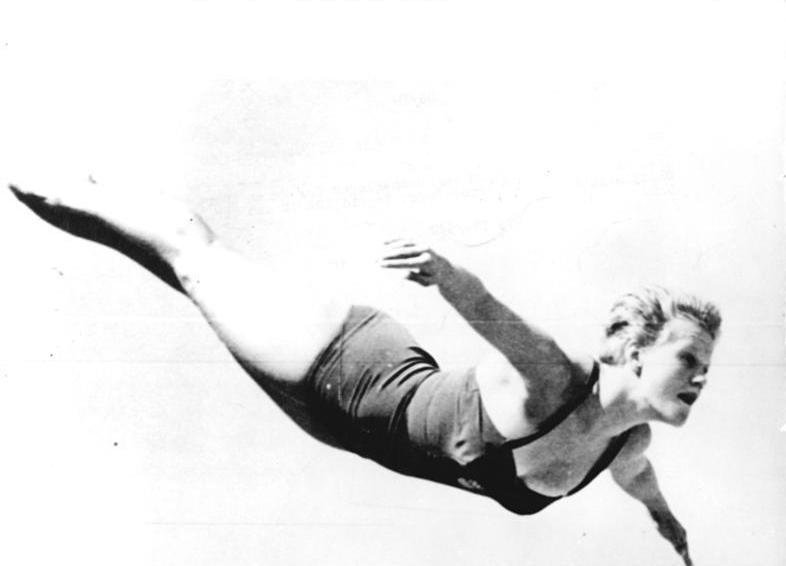
Кремер на летних Олимпийских играх 1960 года

Ингрид Кремер родилась в 1943 году в Дрездене. Она начала заниматься прыжками в воду в 1955 году. На летних Олимпийских играх 1960 года в Риме Кремер как представительница объединённой германской команды победила в прыжках в воду с трёхметрового трамплина и десятиметровой вышки. Она повторила своё достижение на чемпионате Европы по водным видам спорта 1962 года.
На летних Олимпийских играх 1964 года в Токио Энгель-Кремер вновь победила в прыжках с трёхметрового трамплина, а также завоевала серебряную медаль в прыжках с десятиметровой вышки, уступив американке Лесли Буш. Также участвовала в летних Олимпийских играх 1968 года. Она считалась второй самой титулованной прыгуньей в воду в истории Олимпийских игр после Пэт Маккормик.
Ингрид Кремер дважды была замужем. В 1963 году она вышла замуж за штангиста Хайна Энгеля. До развода в 1965 году она носила фамилию Энгель-Кремер. Через три месяца после развода она вышла замуж за Гельмута Гульбина и взяла его фамилию.
После завершения спортивной карьеры Гульбин работала тренером по прыжкам в воду в ГДР. Она подготовила несколько медалистов международных соревнований, в том числе олимпийскую чемпионку 1980 года Мартину Ешке. После объединения Германии Гульбин потеряла работу и стала банковской служащей.
В 1960, 1962, 1963 и 1964 годах Кремер удостоили титула Спортсменки года ГДР. При этом в 1960 году её признали Спортсменкой года и в ФРГ. Тем самым она стала единственным спортсменом, получившим эту награду в обеих частях Германии. В 1960 и 1962 годах она была награждена орденом «За заслуги перед Отечеством» в серебре, а в 1964 году — в золоте. В 1975 году Ингрид Кремер была включена в Зал Славы мирового плавания. В 2011 году её включили в Зал славы немецкого спорта.